# Gareth Porter

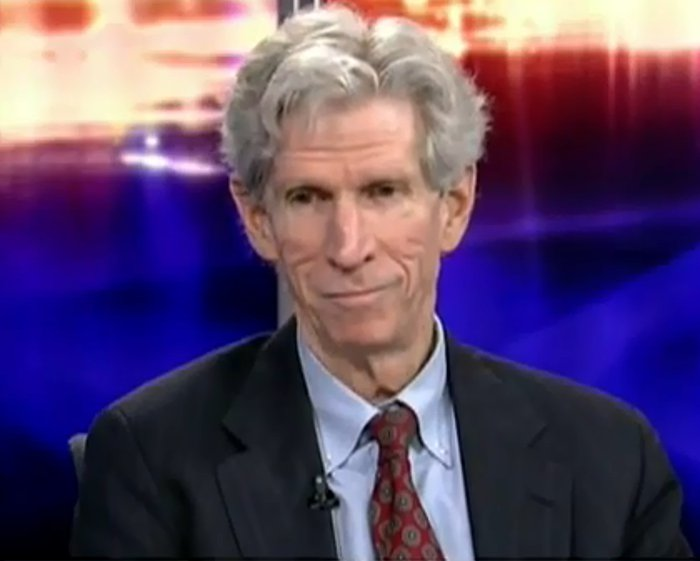
Gareth Porter, 2012.

Gareth Porter (18 de junho de 1942) é um historiador, jornalista investigativo, escritor e analista político norte-americano, especialista em política de segurança nacional dos Estados Unidos. Foi um importante analista da guerra do Vietnã e um ativista contra a guerra, atuando como chefe do escritório de  Saigon da agência de notícias Dispatch News Service International, entre 1970 e 1971. Mais tarde, foi um dos diretores do Indochina Resource Center. Escreveu vários livros sobre as possibilidades de uma solução pacífica de conflitos no Sudeste da Ásia e no Oriente Médio , incluindo  Perils of Dominance: Imbalance of Power and the Road to War in Vietnam (2005), uma análise sobre como e por que os Estados Unidos entraram na guerra do Vietnã  .
As análises e os relatos de Porter  foram publicados em jornais e em periódicos acadêmicos,  durante quarenta anos. Em 2012, ele ganhou o prestigioso Prêmio  Martha Gellhorn de Jornalismo, atribuído anualmente em Londres, por uma série de artigos sobre as políticas e estratégias dos Estados Unidos no Afeganistão e no Paquistão publicadas em 2011 pela Inter Press Service e pela Truthout. 
Porter é graduado pela  Universidade de Illinois. É mestre  em Política Internacional pela  University of Chicago e doutor em Estudos do Sudeste Asiático pela  Cornell University. Ensinou relações internacionais na  City College of New York e na American University. Ele foi o primeiro Diretor Acadêmico sobre Paz e Resolução de Conflitos  da American University.